# Генрих II (маркграф Бранденбурга)
Генрих II Бранденбургский (Генрих Дитя; нем. Heinrich II., Markgraf von Brandenburg; Heinrich das Kind; ок. 1308 — июль 1320) — последний представитель Асканиев во главе Бранденбургской марки в 1319-1320 годах.
Родители Генриха — маркграф Генрих I Бранденбургский и Агнесса Баварская, дочь герцога Людвига II Строгого.
Генрих стал правителем Бранденбургской марки в 11 лет, его опекуном был Вальдемар Великий. Ранняя смерть Генриха II в 1320 году вслед за своим опекуном означала конец бранденбургской ветви Асканиев. Бранденбург отошёл его дяде, императору Священной Римской империи Людвигу Баварцу, который обошёл саксонских Асканиев и передал Бранденбургскую марку в лен своему сыну Людвигу V Баварскому.

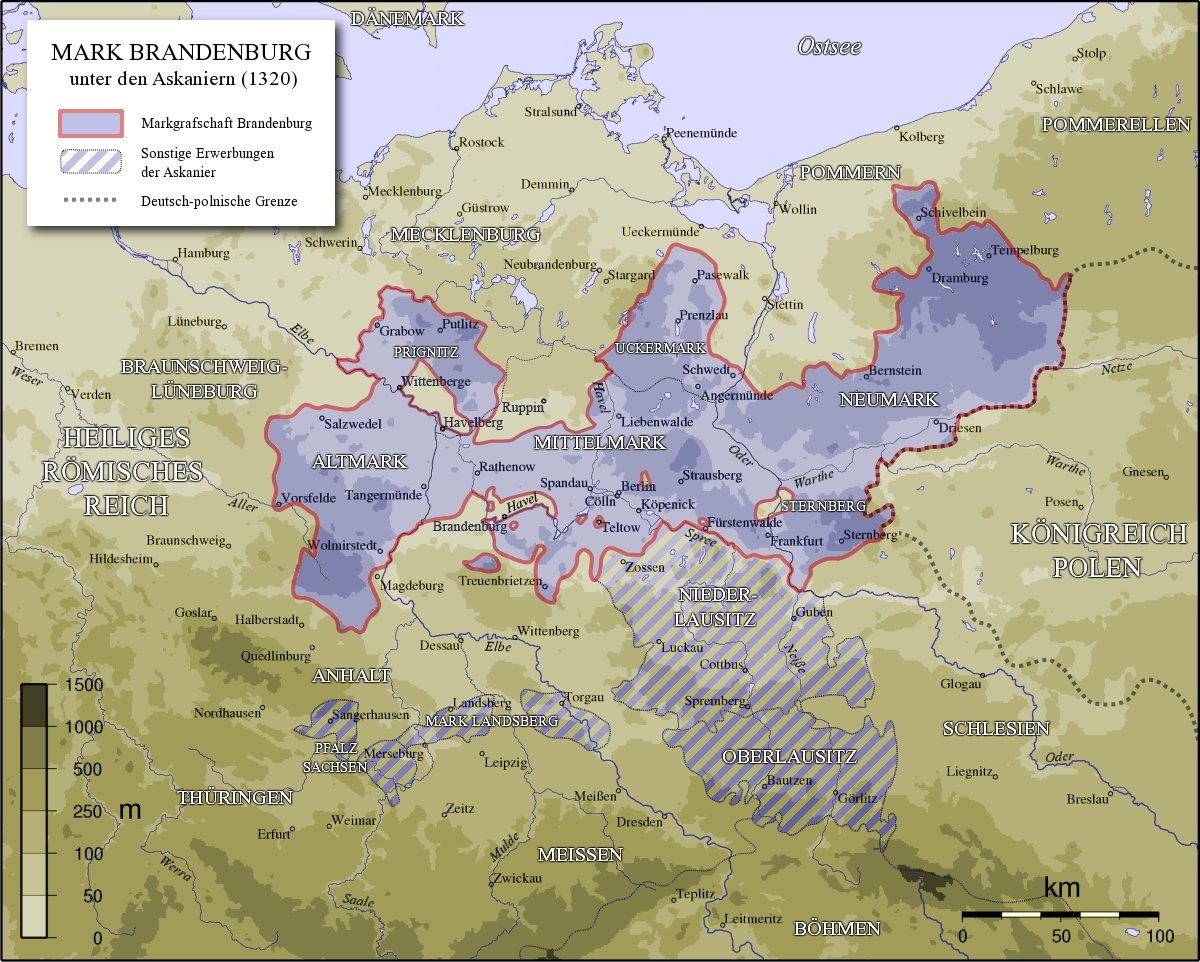
Бранденбург в 1320 г.